# Arthrolips cinctus
Arthrolips cinctus är en skalbaggsart som beskrevs av Thomas Casey 1900. Arthrolips cinctus ingår i släktet Arthrolips och familjen punktbaggar. Inga underarter finns listade i Catalogue of Life.